# Alue Peusaja
Alue Peusaja is een bestuurslaag in het regentschap Nagan Raya van de provincie Atjeh, Indonesië. Alue Peusaja telt 220 inwoners (volkstelling 2010).